# Conclave del 1458
Il conclave del 1458 (dal 16 al 19 agosto 1458) venne convocato a seguito della morte di papa Callisto III e si concluse con l'elezione di papa Pio II.

## Situazione generale
Papa Callisto III, primo della famiglia Borgia, morì il 6 agosto 1458. Fu duramente criticato per il suo nepotismo e per la devozione nei confronti dei suoi compatrioti in Catalogna, molto impopolari tra la popolazione romana.
Dopo la morte del papa scoppiò una rivolta che mise in fuga da Roma alcuni suoi partigiani.
Le preoccupazioni per questo conclave furono accese dalla rapida nascita dell'effettivo potere e dell'influenza della monarchia francese negli ultimi anni della Guerra dei Cent'anni, che s'era tra l'altro conclusa con la vittoria francese. I principali stati italiani, il Regno di Napoli, la Repubblica di Genova e il Ducato di Milano, temettero una rinascita dell'interesse francese nei confronti della politica italiana e tentarono di prevenire l'elezione a pontefice di un candidato francese. Il candidato ufficiale dei milanesi fu il cardinale Domenico Capranica. La campagna per la sua elezione nel periodo preconclave fu davvero proficua, tanto che la sua elezione a papa sembrava scontata.
Il cardinal Capranica morì improvvisamente il 14 agosto 1458, due giorni prima l'inizio del conclave, lasciando la sua parte politica in una grande confusione. Ottone de Carretto, ambasciatore di Milano a Roma, prese la rapida decisione di supportare il cardinale Enea Piccolomini e convinse il cardinale Latino Orsini, uno dei cardinali più influenti, a sostenerlo in quest'azione. Il candidato principale della parte pro-francese era il cardinale d'Estouteville. Furono considerati papabili anche Bessarione, Torquemada e Calandrini.
Diciotto cardinali entrarono in Vaticano il 16 agosto. Inizialmente essi sottoscrissero la capitolazione del conclave, che obbligava l'eletto a continuare la crociata contro l'Impero ottomano e a dare maggiore benessere ai cardinali più poveri.

## Gli scrutini e l'elezione
Il primo scrutinio ebbe luogo il 18 agosto. I cardinali Piccolomini e Calandrini ricevettero cinque voti ciascuno, mentre nessuno degli altri ne ottenne più di tre. A questo punto il cardinale francese d'Estouteville cominciò un'intensa campagna per la sua autocandidatura. Egli promise l'ufficio di Vice Cancelliere al cardinale di Avignone e altri tributi ai cardinali greci. Nel pomeriggio del 18 agosto era certo che avrebbe ricevuto almeno sette voti l'indomani mattina. Ma l'opposizione italiana allo stesso modo non perse tempo. Durante la notte il cardinale Pietro Barbo chiamò insieme tutti gli altri cardinali italiani eccetto Prospero Colonna, propose loro colui che, tra loro, era più idoneo a ottenere la maggioranza dei due terzi richiesta, il cardinale Piccolomini, e che avrebbero dovuto votarlo il giorno successivo.
I risultati del secondo ballottaggio la mattina del 19 agosto furono una deludente sorpresa per il cardinal d'Estouteville. Egli ricevette solo sei voti da de Coëtivy, Colonna, Bessarione, Fieschi, Torquemada e Castiglione. Il cardinal Piccolomini ottenne nove voti da Barbo, Orsini, Calandrini, Isidoro di Kiev, de Mella, de La Cerda, Jaime de Portugal, del Mila y Borja e quello di d'Estouteville, che esitò nel votare per se stesso ma, alla luce di questo dato, certamente non dovette considerare Piccolomini come un serio rivale. I voti di Rodrigo Borgia, Giacomo Tebaldi e di Enea Piccolomini andarono ad altri candidati.
Dopo l'annuncio dei risultati, il cardinale diacono aprì l'abituale procedura dell'accessus. Ci fu un lungo silenzio rotto da Rodrigo Borgia che cambiò il suo voto per Piccolomini, poi i partigiani di d'Estouteville fecero un tentativo di aggiornare la seduta ma anche il cardinal Tebaldi cambiò il suo voto per Piccolomini, che aveva bisogno solo di un altro voto per l'elezione. A quel punto il cardinal Colonna si alzò e, prima che qualcuno potesse fermarlo, gridò: "Anche io voto per il cardinal di Siena e lo elevo a papa". Il resto dei seguaci del cardinale di Rouen non poterono far nulla se non cambiare il proprio voto. Pochi minuti più tardi il cardinal Bessarione si congratulò con Piccolomini per la sua unanime elezione al papato.
Il cardinale Enea Silvio Piccolomini accettò la sua elezione e prese il nome di Pio II. Il 3 settembre 1458 fu solennemente coronato nella Basilica Vaticana dal cardinale Prospero Colonna, protodiacono di San Giorgio in Velabro.

## Collegio cardinalizio all'epoca del conclave

### Presenti in conclave
| Nome                                  | Paese                     | Titolo | Ruolo | Nascita    | Concistoro | Creato da         |
| ------------------------------------- | ------------------------- | --- | --- | ---------- | ---------- | ----------------- |
| Giorgio Fieschi                       | Repubblica di Genova      | Cardinale vescovo di Ostia e Velletri                                                                               | Amministratore apostolico di Albenga; Decano del Collegio cardinalizio                                                                             | 1390/1400  | 18/12/1439 | papa Eugenio IV   |
| Isidoro di Kiev                       | Impero bizantino          | Cardinale vescovo di Sabina; Cardinale presbitero in commendam dei Santi Marcellino e Pietro                        | Amministratore apostolico di Nicosia; Amministratore apostolico di Corfù; Patriarca di Costantinopoli dei Latini                                   | 1380/1390  | 18/12/1439 | papa Eugenio IV   |
| Bessarione                            | Impero di Trebisonda      | Cardinale vescovo di Frascati; Cardinale presbitero in commendam dei Santi XII Apostoli                             | Arcivescovo titolare di Tebe; Archimandrita del Santissimo Salvatore; Amministratore apostolico di Pamplona                                        | 02/01/1403 | 18/12/1439 | papa Eugenio IV   |
| Guillaume d'Estouteville, O.S.B.Clun. | Regno di Francia          | Cardinale vescovo di Porto e Santa Rufina; Cardinale presbitero in commendam dei Santi Silvestro e Martino ai Monti | Arciprete della Basilica Liberiana di Santa Maria Maggiore; Arcivescovo metropolita di Rouen; Amministratore apostolico di Saint-Jean de Maurienne | 1403       | 18/12/1439 | papa Eugenio IV   |
| Juan de Torquemada, O.P.              | Regno di Castiglia e León | Cardinale presbitero di Santa Maria in Trastevere                                                                   | Abate commendatario di Subiaco | 1388       | 18/12/1439 | papa Eugenio IV   |
| Pietro Barbo                          | Repubblica di Venezia     | Cardinale presbitero di San Marco                                                                                   | Arciprete della Basilica di San Pietro in Vaticano; Vescovo di Vicenza                                                                             | 23/02/1417 | 01/07/1440 | papa Eugenio IV   |
| Antonio Cerdá y Lloscos, O.SS.T.      | Corona d'Aragona          | Cardinale presbitero di San Crisogono                                                                               | Arcivescovo-vescovo di Lérida | 1390       | 16/02/1448 | papa Niccolò V    |
| Latino Orsini                         | Stato Pontificio          | Cardinale presbitero dei Santi Giovanni e Paolo                                                                     | Amministratore apostolico di Bari e Canosa | 1411       | 20/12/1448 | papa Niccolò V    |
| Alain de Coëtivy                      | Regno di Francia          | Cardinale presbitero di Santa Prassede                                                                              | Vescovo di Avignone; Amministratore apostolico di Nîmes; Amministratore apostolico di Dol                                                          | 18/08/1407 | 20/12/1448 | papa Niccolò V    |
| Filippo Calandrini                    | Repubblica di Genova      | Cardinale presbitero di San Lorenzo in Lucina                                                                       | Vescovo di Bologna | 1403       | 20/12/1448 | papa Niccolò V    |
| Luis Juan de Milá                     | Corona d'Aragona          | Cardinale presbitero dei Santi Quattro Coronati                                                                     | Vescovo di Segorbe e Albarracín | 1430/1432  | 20/02/1456 | papa Callisto III |
| Juan de Mella                         | Regno di Castiglia e León | Cardinale presbitero di Santa Prisca                                                                                | Vescovo di Zamora | 16/06/1397 | 17/12/1456 | papa Callisto III |
| Giovanni Castiglione                  | Ducato di Milano          | Cardinale presbitero di San Clemente                                                                                | Vescovo di Pavia | 1420       | 17/12/1456 | papa Callisto III |
| Enea Silvio Piccolomini               | Repubblica di Siena       | Cardinale presbitero di Santa Sabina                                                                                | Vescovo di Siena; Amministratore apostolico di Varmia                                                                                              | 18/10/1405 | 17/12/1456 | papa Callisto III |
| Giacomo Tebaldi                       | Stato Pontificio          | Cardinale presbitero di Sant'Anastasia                                                                              | Arcivescovo metropolita di Napoli; Camerlengo del Collegio cardinalizio                                                                            | 1400 circa | 17/12/1456 | papa Callisto III |
| Prospero Colonna                      | Stato Pontificio          | Cardinale diacono di San Giorgio in Velabro                                                                         | Cardinale protodiacono | 1410 circa | 24/05/1426 | papa Martino V    |
| Roderic Llançol de Borja              | Corona d'Aragona          | Cardinale diacono di San Nicola in Carcere; Cardinale diacono in commendam di Santa Maria in Via Lata               | Legato apostolico della Marca Anconitana; Vice-Cancelliere di Santa Romana Chiesa; Amministratore apostolico di Valencia                           | 01/01/1431 | 20/02/1456 | papa Callisto III |
| Jaime de Portugal                     | Regno del Portogallo      | Cardinale diacono di Sant'Eustachio                                                                                 | Amministratore apostolico di Lisbona; Amministratore apostolico di Pafo                                                                            | 17/09/1433 | 17/09/1456 | papa Callisto III |

### Assenti in conclave
| Nome                        | Paese                     | Titolo | Ruolo | Nascita    | Concistoro | Creato da               |
| --------------------------- | ------------------------- | --- | --- | ---------- | ---------- | ----------------------- |
| Pierre de Foix, O.F.M.      | Regno di Francia          | Cardinale vescovo di Albano                                                                                | Amministratore apostolico di Lescar; Rettore del Contado Venassino; Amministratore apostolico di Arles; Amministratore apostolico di Dax                      | 1386 circa | 09/1414    | antipapa Giovanni XXIII |
| Peter von Schaumberg        | Ducato di Baviera         | Cardinale presbitero di San Vitale                                                                         | Vescovo di Augusta; Cardinale protopresbitero | 22/02/1388 | 18/12/1439 | papa Eugenio IV         |
| Dénes Szécsi                | Regno d'Ungheria          | Cardinale presbitero di San Ciriaco alle Terme Diocleziane                                                 | Arcivescovo metropolita di Esztergom | 1400 circa | 18/12/1439 | papa Eugenio IV         |
| Ludovico Scarampi Mezzarota | Repubblica di Venezia     | Cardinale presbitero di San Lorenzo in Damaso                                                              | Patriarca di Aquileia; Camerlengo di Santa Romana Chiesa; Amministratore apostolico di Cava ed abate della Santissima Trinità; Capitano generale della Chiesa | 14/11/1401 | 01/07/1440 | papa Eugenio IV         |
| Juan de Carvajal            | Regno di Castiglia e León | Cardinale diacono di Sant'Angelo in Pescheria; Cardinale diacono in commendam di Santa Lucia in Septisolio | Vescovo di Plasencia | 1399/1400  | 16/12/1446 | papa Eugenio IV         |
| Jean Rolin                  | Regno di Francia          | Cardinale presbitero di Santo Stefano al Monte Celio                                                       | Vescovo di Autun | 1408       | 20/12/1448 | papa Niccolò V          |
| Nikolaus von Kues           | Elettorato del Palatinato | Cardinale presbitero di San Pietro in Vincoli                                                              | Principe-vescovo di Bressanone; Cardinale protopresbitero | 1401       | 20/12/1448 | papa Niccolò V          |
| Richard Olivier de Longueil | Regno di Francia          | Cardinale presbitero di Sant'Eusebio                                                                       | Vescovo di Coutances | 1401       | 17/09/1456 | papa Callisto III       |